# Peng Jianfeng
Peng Jianfeng, född 6 september 1994, är en kinesisk simhoppare.
Peng blev världsmästare i 1 meter svikthopp vid världsmästerskapen i simsport 2017.